# 큰귀회색땃쥐
큰귀회색땃쥐(Notiosorex evotis)는 땃쥐과에 속하는 포유류의 일종이다.